# Вінаго тиморський
Віна́го тиморський (Treron psittaceus) — вид голубоподібних птахів родини голубових (Columbidae). Мешкає в Індонезії і Східному Тиморі.

## Опис
Довжина птаха становить 28 см. Самці мають переважно сірувато-зелене забарвлення, горло і надхвістя дещо світліші. Кримла сірувато-чорні, покривні пера мають жовті края. Центральні стернові пера зелені, решта стернових пер сірі з темною смугою. Самиці мають переважно тьмяно-зелене забарвлення, покривні пера крил у них мають жовтуваті края.

## Поширення і екологія
Тиморські вінаго мешкають на острові Тимор та на сусідніх островах Семау, Атауро і Роте. Вони живуть у вологих рівнинних тропічних лісах, на висоті до 500 м над рівнем моря. Зустрічаються зграями, ведуть деревний спосіб життя. Живляться плодами.

## Збереження
МСОП класифікує цей вид як такий, що перебуває під загрозою зникнення. За оцінками дослідників, популяція тиморських вінаго становить від 660 до 1000 птахів. Їм загрожує знищення природного середовища та інтенсивне полювання.